# La Descubierta
La Descubierta es un municipio de la República Dominicana, que está situado en la provincia de Independencia.
El municipio de La Descubierta es una localidad situada en la provincia de Independencia, en la República Dominicana. Forma parte de la Región Enriquillo, que se encuentra en el suroeste del país.
La Descubierta es un municipio fronterizo, limitando al oeste con el país vecino de Haití. Su población se dedica principalmente a la agricultura, destacándose los cultivos de plátanos, maíz, yuca y otros productos tropicales.
La economía de La Descubierta también se basa en el comercio transfronterizo con Haití, debido a su ubicación estratégica. Además, el turismo juega un papel importante en la zona, ya que se encuentra cerca de la reserva natural del Lago Enriquillo, que atrae a visitantes interesados en la biodiversidad y los paisajes únicos de la región.
La Descubierta cuenta con servicios básicos como educación, salud, y transporte. Además, es sede de diversas instituciones gubernamentales y cuenta con una plaza central donde los residentes y visitantes pueden disfrutar de actividades al aire libre.

## Distritos municipales
Está formado por el distrito municipal de:
| Nombre         | Código   |
| -------------- | -------- |
| La Descubierta | 06100301 |

## Límites
Municipios limítrofes:
|                                   | Norte: Savanette (Haití) y Hondo Valle |                   |
| Oeste: Cornillon (Haití) y Jimaní |                                        | Este: Postrer Río |
|                                   | Sur: Lago Enriquillo                   |                   |